# NGC 2470
NGC 2470 é uma galáxia espiral (Sab) localizada na direcção da constelação de Canis Minor. Possui uma declinação de +04° 27' 36" e uma ascensão recta de 7 horas, 54 minutos e 20,4 segundos.
A galáxia NGC 2470 foi descoberta em 24 de Outubro de 1886 por Lewis A. Swift.